# Spice World
Spice World The Movie (en español latino: El mundo de las Spice Girls y en castellano: Spice World la película) es un musical cinematográfico sobre las aventuras del grupo británico femenino Spice Girls, rodada durante 1997 al mismo tiempo que la banda grababa su segundo disco Spiceworld. La película muestra a las Spice Girls, enfrentadas a peligrosos enemigos, aventuras dispares, destacando la lealtad en la amistad, poniéndolas a prueba ante el éxito y la fama. La cinta logró un éxito inesperado en todo el mundo, llegando a ser la segunda película más popular solo después de Titanic durante 1997.[cita requerida]

## Sinopsis
Las Spice Girls se enfrentan a su primer concierto en directo en el Royal Albert Hall. Durante los cinco días previos a dicho evento, el grupo va a pasar por las más insólitas aventuras y las persecuciones más desenfrenadas. Siguiendo el paso del Autobús o del Autocar de las Spice Girls nos encontraremos con la vida de estas cinco chicas, sus ensayos, programas de televisión, fiestas, discotecas de moda, etc. Además se enfrentarán a los paparazzi en su intento por destruirlas.

## Producción
Producto del marketing de la industria discográfica, es un musical -sin apenas guion- sobre el famoso grupo femenino Spice Girls. Tras arrasar con sus discos y desbancar a los grupos de chicos como fenómeno por excelencia, los productores intuyeron una avalancha hacia las salas de cine por parte de los fanáticos seguidores del grupo femenino teen por excelencia de los años noventa, y no se equivocaron; la película en exhibición recaudó más de 150 millones de dólares siendo la película no hollywoodense más exitosa de la historia, con tan solo un presupuesto de 25 millones; colocándose en 2ª posición en el Box Office tan solo tras Titanic en 1997. Luego vendieron millones de copias en vídeo vhs.
Tras cumplir 10 años desde su lanzamiento, en 2007, junto con la gira The Return of the Spice Girls en 2007 y 2008, las chicas lanzan una nueva versión en DVD y blu ray sobre su película, conmemorando una década desde su estreno, y nuevamente las ventas volvieron a dispararse.

### Historia de su filmación
Entre junio y julio de 1997 las chicas, que habían presentado meses atrás su proyecto de rodar una película en el mismísimo Festival de Cannes, extreman medidas de seguridad para comenzar la grabación en Londres. El proyecto, que pasó por varios nombres, como Five y Spice, adquiere finalmente el nombre de Spice World The Movie aunque la industria del sector la apodó como Spice por su similitud en concepto con la película que The Beatles hicieron en 1964.
Entre la grabación de la película, las chicas intercalan proyectos. En los ratos que les quedan libres, comienzan a escribir las canciones que formarán parte de su segundo álbum y tienen tiempo para grabar el famoso anuncio de Pepsi, con los que firman un contrato multimillonario, por el cual, la marca de bebidas patrocinaría el Tour y las chicas serían imagen promocional de Pepsi durante un periodo de tiempo, grabando para ellos un sencillo inédito (Step To Me) que los fanes solo podrían conseguir con la compra de la bebida (en el caso del Reino unido mandando veinte chapas de las latas y en el resto de países por sorteo) e incluso la posibilidad de ganar entradas para el primer concierto en directo de Spice Girls en Turquía, en octubre, patrocinado por Pepsi.
En agosto terminan finalmente el rodaje de Spice World The Movie', a partir de aquí la agenda del grupo se vuelve más apretada que nunca: película, discos, conciertos en directos y un mundo entero deseando tenerlas cerca.
Las reacciones de la crítica a Spice World The Movie son variables, desde «sorprendente mente con sabor post-moderno» hasta «divertida» o «una tontería de navidad». Mientras en el mundo la acogida ha sido excelente, en Estados Unidos Spice World The Movie arrasa en la taquilla. Se coloca como la segunda del ranking, solo por detrás de Titanic y se convierte en la película británica de más éxito en EUA. En la presentación londinense, a la que acuden las propias Spice Girls junto al Príncipe Carlos y sus hijos Guillermo y Enrique, se recaudan 300.000 libras para obras benéficas. Por las mismas fechas conocen a su majestad la Reina Isabel II de Inglaterra en la "Royal Variety Performance" de Londres, donde actúan con Too Much. 
Uno de los iconos de las Spice Girls en la película, es el "Spice Bus", medio de transporte conocido mundial mente por estos buses Ingleses de dos pisos, este tenía pintado en toda su carcasa la bandera de Inglaterra, que las llevaba a todos lados y dentro cada una tenía su área determinada a cada personalidad de las chicas.
Con el éxito de la película, lanzan oficialmente el libro Spice World The Movie, donde había datos y fotos exclusivas de la película. A todo esto se suma el videojuego que lleva el mismo nombre "Spice World" para PlayStation, habían logrado su propia película y su propio videojuego para consolas.
Los contratos con el grupo aumentan considerablemente, y se empieza a comercializar merchandising de las Spice Girls por todo el mundo. Se estima que el grupo tiene más de 40 productos de merchandising propios a la venta por esas fechas y ocho contratos promocionales con diversas marcas, valorados en 5,5 millones de libras. Entre esas marcas están las bebidas Pepsi, cámaras de fotos Polaroid, videojuegos para PlayStation, papas fritas Lay's, Motocicletas Aprilia, Desodorantes Impulse. Incluso varias versiones de muñecas Spice Girls para Mattel.

## Invitados estelares
Contó con la participación de estrellas y amigos de las "Chicas Picantes", como Elton John, Bob Geldof o los actores Richard E. Grant y Hugh Laurie. También fue parte del rodaje el diseñador Gianni Versace, pero sus escenas no se incluyeron en la película, ya que murió asesinado poco antes del estreno.